# Chiheru de Jos
Chiheru de Jos (in ungherese Alsóköhér, in tedesco Unterkiher) è un comune della Romania di 1605 abitanti, ubicato nel distretto di Mureș, nella regione storica della Transilvania. 
Il comune è formato dall'unione di 4 villaggi: Chiheru de Jos, Chiheru de Sus, Urisiu de Jos, Urisiu de Sus.
La località viene citata per la prima volta in un documento del 1453, ma nella zona esisteva già un castrum romano, la cui rovine sono tuttora visibili nei pressi dell'abitato di Chiheru de Sus.